# Colmillo blanco (película de 2018)
Colmillo blanco (título original en francés: Croc-Blanc) es una película de animación de 2018 dirigida por Alexandre Espigares, basada en la novela del mismo nombre del autor estadounidense Jack London.

## Sinopsis
La película relata la historia de Colmillo Blanco, un valiente perro lobo. Inicialmente es amaestrado por Castor Gris y su tribu nórdica, quien se ve obligado a entregárselo a un hombre malvado. Salvado por una amigable pareja, el perro deberá dejar de lado sus instintos salvajes y acostumbrarse a vivir rodeado de humanos.

## Reparto de voces
- Raphaël Personnaz	es Marshal Weeden Scott.
- Virginie Efira es Maggie Scott.
- Dominique Pinon es Beauty Smith.
- Frantz Confiac es Castor Gris.
- Gilles Morvan es Jim Hall.
- Julien Muller es Bookie.
- Claire Baradat es Vichi.
- Gérard Darier es Marshal Todd.
- Florian Wormser es Ned.
- Tom Morton es William.
- Pascal Nowak es Tres águilas.
- Laurent Natrella es Curtis.

## Recepción
La película obtuvo reseñas positivas por parte de la crítica especializada. En el sitio Rotten Tomatoes cuenta con un índice de aprobación del 88% con un índice de audiencia promedio de 7.2 sobre 10. Kate Erbland de IndieWire alabó la película, afirmando: "El poder y la majestuosidad de Colmillo Blanco, un maravilloso protagonista, hace que el viaje merezca la pena". Tim Brayton de Alternate Ending afirmó en su reseña: "Colmillo Blanco es uno de los intentos más interesantes de hacer algo distinto con la animación digital en 3D que ha visto la luz en mucho tiempo".